# Liste des mammifères en Croatie
Pour des articles plus généraux, voir Liste des mammifères en Europe et Faune en Croatie.

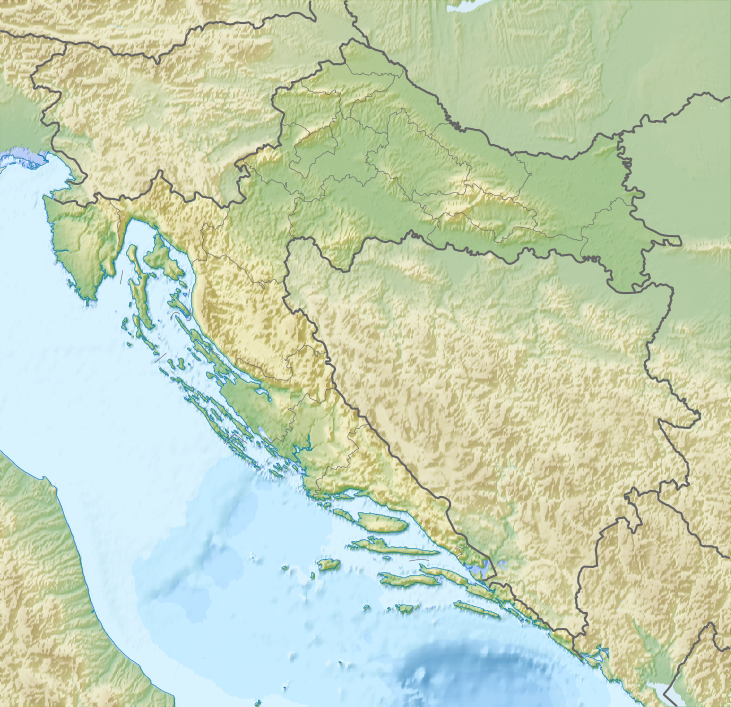
Carte topographique de la Croatie.

Localisation de la Croatie en Europe.

Cette liste commentée recense la mammalofaune en Croatie. Elle répertorie les espèces de mammifères croates actuels et celles qui ont été récemment classifiées comme éteintes (à partir de l'Holocène, depuis donc 11 700 ans av. J.‑C.). Cette liste comporte 118 espèces réparties en dix ordres et 31 familles, dont deux sont « en danger critique d'extinction », deux autres sont « en danger », cinq sont « vulnérables », dix sont « quasi menacées » et trois ont des « données insuffisantes » pour être classées (selon les critères de la liste rouge de l'UICN au niveau mondial).
Elle contient au moins dix espèces introduites sur ce territoire, qui sont plus ou moins bien acclimatées. Il peut contenir aussi des animaux non reconnus par la liste rouge de l'UICN (un mammifère ici) et ils sont classés en « non évalué » : cela étant dû notamment au manque de données, à des espèces domestiques, disparues ou éteintes avant le XVIe siècle. Il n'existe pas en Croatie d'espèces et de sous-espèces de mammifères endémiques.

## Statuts de la liste rouge de l'UICN
Les statuts de conservation utilisés par la liste rouge de l'UICN mondiale sont :
| (EX) | Éteint                  | Il n'y a pas le moindre doute sur le fait que le dernier spécimen recensé est mort.                                                                   |
| (EW) | Éteint à l'état sauvage | L'espèce est connue uniquement en captivité ou en tant que population naturalisée bien en dehors de son ancienne aire de répartition.                 |
| (CR) | En danger critique      | L'espèce risque prochainement de s'éteindre à l'état sauvage.                                                                                         |
| (EN) | En danger               | L'espèce fait face à un très gros risque d'extinction à l'état sauvage.                                                                               |
| (VU) | Vulnérable              | L'espèce fait face à un gros risque d'extinction à l'état sauvage.                                                                                    |
| (NT) | Quasi menacé            | L'espèce ne satisfait pas un ou plusieurs des critères prévus qui permettraient de la catégoriser, mais pourrait risquer de s'éteindre dans le futur. |
| (LC) | Préoccupation mineure   | Il n'y a pas de risque identifiable pour l'espèce. |
| (DD) | Données insuffisantes   | Il n'y a pas d'information adéquate qui permettraient de faire une évaluation des risques pour cette espèce.                                          |
| (NE) | Non évalué              | L'espèce n'a pas encore été confrontée aux critères précédents, n'est pas reconnue par l'UICN ou bien s'est éteinte avant le XVIe siècle.             |

## Ordre:Primates

### Famille:Hominidés
| Nom vulgaire, nom binominal et citation d'auteurs | Nom vulgaire croate (langue officielle de la Croatie) | Origine et statut en Croatie | Aire de répartition                    | Statut UICN mondial | Image         |
| ------------------------------------------------- | ----------------------------------------------------- | ---------------------------- | -------------------------------------- | ------------------- | ------------- |
| Homme moderne Homo sapiens Linnaeus, 1758         | Čovjek                                                | Autochtone,                  | Aire de répartition de l'Homme moderne | [ 2 ]               | Homme moderne |

## Ordre:Lagomorphes

### Famille:Léporidés
| Nom vulgaire, nom binominal et citation d'auteurs       | Nom vulgaire croate (langue officielle de la Croatie) | Origine et statut en Croatie    | Aire de répartition                     | Statut UICN mondial | Image            |
| ------------------------------------------------------- | ----------------------------------------------------- | ------------------------------- | --------------------------------------- | ------------------- | ---------------- |
| Lièvre d'Europe Lepus europaeus Pallas, 1778            | Europski zec                                          | Autochtone                      | Aire de répartition du Lièvre d'Europe  | [ 3 ]               | Lièvre d'Europe  |
| Lièvre variable Lepus timidus Linnaeus, 1758            | Bijeli zec                                            | Peut-être autochtone (Disparu), | Aire de répartition du Lièvre variable  | [ 5 ]               | Lièvre variable  |
| Lapin de garenne Oryctolagus cuniculus (Linnaeus, 1758) | Patuljasti kunić                                      | Allochtone (Introduit),         | Aire de répartition du Lapin de garenne | [ 6 ]               | Lapin de garenne |

## Ordre:Rodentiens

### Famille:Castoridés
| Nom vulgaire, nom binominal et citation d'auteurs | Nom vulgaire croate (langue officielle de la Croatie) | Origine et statut en Croatie | Aire de répartition                     | Statut UICN mondial | Image            |
| ------------------------------------------------- | ----------------------------------------------------- | ---------------------------- | --------------------------------------- | ------------------- | ---------------- |
| Castor d'Eurasie Castor fiber Linnaeus, 1758      | Europski dabar                                        | Autochtone (Réintroduit),    | Aire de répartition du Castor d'Eurasie | [ 7 ]               | Castor d'Eurasie |

### Famille:Myocastoridés
| Nom vulgaire, nom binominal et citation d'auteurs | Nom vulgaire croate (langue officielle de la Croatie) | Origine et statut en Croatie | Aire de répartition             | Statut UICN mondial | Image    |
| ------------------------------------------------- | ----------------------------------------------------- | ---------------------------- | ------------------------------- | ------------------- | -------- |
| Ragondin Myocastor coypus (Molina, 1782)          | Nutrija                                               | Allochtone (Introduit)       | Aire de répartition du Ragondin | [ 9 ]               | Ragondin |

### Famille:Dipodidés
| Nom vulgaire, nom binominal et citation d'auteurs   | Nom vulgaire croate (langue officielle de la Croatie) | Origine et statut en Croatie | Aire de répartition    | Statut UICN mondial | Image               |
| --------------------------------------------------- | ----------------------------------------------------- | ---------------------------- | ---------------------- | ------------------- | ------------------- |
| Siciste des steppes Sicista subtilis (Pallas, 1773) | — aucun —                                             | Peut-être autochtone,        | Illustration manquante | [ 11 ]              | Siciste des steppes |

### Famille:Cricétidés
| Nom vulgaire, nom binominal et citation d'auteurs                      | Nom vulgaire croate (langue officielle de la Croatie) | Origine et statut en Croatie | Aire de répartition                         | Statut UICN mondial | Image                  |
| ---------------------------------------------------------------------- | ----------------------------------------------------- | ---------------------------- | ------------------------------------------- | ------------------- | ---------------------- |
| Campagnol terrestre Arvicola amphibius (Linnaeus, 1758)                | Vodena voluharica                                     | Autochtone                   | Aire de répartition du Campagnol terrestre  | [ 12 ]              | Campagnol terrestre    |
| Campagnol fouisseur Arvicola scherman (Shaw, 1801)                     | — aucun —                                             | Autochtone                   | Aire de répartition du Campagnol fouisseur  | [ 13 ]              | Illustration manquante |
| Campagnol des neiges Chionomys nivalis (Martins, 1842)                 | — aucun —                                             | Autochtone                   | Aire de répartition du Campagnol des neiges | [ 14 ]              | Campagnol des neiges   |
| Campagnol agreste Microtus agrestis (Linnaeus, 1761)                   | Livadna voluharica                                    | Autochtone                   | Aire de répartition du Campagnol agreste    | [ 15 ]              | Campagnol agreste      |
| Campagnol des champs Microtus arvalis (Pallas, 1778)                   | Poljska voluharica                                    | Autochtone                   | Aire de répartition du Campagnol des champs | [ 16 ]              | Campagnol des champs   |
| Campagnol de Liechtenstein Microtus liechtensteini (Wettstein, 1927)   | Puh lješnikar                                         | Autochtone                   | Illustration manquante                      | [ 17 ]              | Illustration manquante |
| Campagnol souterrain Microtus subterraneus (de Sélys Longchamps, 1836) | — aucun —                                             | Autochtone                   | Illustration manquante                      | [ 18 ]              | Campagnol souterrain   |
| Campagnol roussâtre Myodes glareolus Schreber, 1780                    | Šumska voluharica                                     | Autochtone                   | Aire de répartition du Campagnol roussâtre  | [ 19 ]              | Campagnol roussâtre    |
| Rat musqué Ondatra zibethicus (Linnaeus, 1766)                         | Bizamski štakor                                       | Allochtone (Introduit)       | Aire de répartition du Rat musqué           | [ 21 ]              | Rat musqué             |
| Campagnol de Martino Dinaromys bogdanovi (Martino, 1922)               | Dinarski voluhar                                      | Autochtone                   | Aire de répartition du Campagnol de Martino | [ 22 ]              | Illustration manquante |
| Grand Hamster Cricetus cricetus (Linnaeus, 1758)                       | Europski hrčak                                        | Autochtone                   | Aire de répartition du Grand Hamster        | [ 23 ]              | Grand Hamster          |

### Famille:Muridés
| Nom vulgaire, nom binominal et citation d'auteurs     | Nom vulgaire croate (langue officielle de la Croatie) | Origine et statut en Croatie | Aire de répartition                     | Statut UICN mondial | Image                  |
| ----------------------------------------------------- | ----------------------------------------------------- | ---------------------------- | --------------------------------------- | ------------------- | ---------------------- |
| Mulot rayé Apodemus agrarius (Pallas, 1771)           | Poljski miš                                           | Autochtone                   | Illustration manquante                  | [ 24 ]              | Mulot rayé             |
| Mulot des Balkans Apodemus epimelas (Nehring, 1902)   | — aucun —                                             | Autochtone                   | Illustration manquante                  | [ 25 ]              | Illustration manquante |
| Mulot à collier Apodemus flavicollis (Melchior, 1834) | Žutogrli miš                                          | Autochtone                   | Aire de répartition du Mulot à collier  | [ 26 ]              | Mulot à collier        |
| Mulot sylvestre Apodemus sylvaticus (Linnaeus, 1758)  | Šumski miš                                            | Autochtone                   | Aire de répartition du Mulot sylvestre  | [ 27 ]              | Mulot sylvestre        |
| Mulot pygmée Apodemus uralensis (Pallas, 1811)        | — aucun —                                             | Autochtone                   | Aire de répartition du Mulot pygmée     | [ 28 ]              | Mulot pygmée           |
| Rat des moissons Micromys minutus (Pallas, 1771)      | Patuljasti miš                                        | Autochtone                   | Aire de répartition du Rat des moissons | [ 29 ]              | Rat des moissons       |
| Souris grise Mus musculus Linnaeus, 1758              | Domaći miš                                            | Allochtone (Introduit),      | Aire de répartition de la Souris grise  | [ 30 ]              | Souris grise           |
| Souris des steppes Mus spicilegus Petényi, 1882       | — aucun —                                             | Autochtone                   | Illustration manquante                  | [ 32 ]              | Illustration manquante |
| Rat surmulot Rattus norvegicus (Berkenhout, 1769)     | Smeđi štakor                                          | Allochtone (Introduit)       | Aire de répartition du Rat surmulot     | [ 34 ]              | Rat surmulot           |
| Rat noir Rattus rattus (Linnaeus, 1758)               | Crni štakor                                           | Allochtone (Introduit)       | Aire de répartition du Rat noir         | [ 35 ]              | Rat noir               |

### Famille:Gliridés
| Nom vulgaire, nom binominal et citation d'auteurs   | Nom vulgaire croate (langue officielle de la Croatie) | Origine et statut en Croatie | Aire de répartition                 | Statut UICN mondial | Image          |
| --------------------------------------------------- | ----------------------------------------------------- | ---------------------------- | ----------------------------------- | ------------------- | -------------- |
| Loir gris Glis glis Linnaeus, 1766                  | Sivi puh                                              | Autochtone                   | Aire de répartition du Loir gris    | [ 36 ]              | Loir gris      |
| Lérotin commun Dryomys nitedula (Pallas, 1778)      | — aucun —                                             | Autochtone                   | Illustration manquante              | [ 37 ]              | Lérotin commun |
| Lérot commun Eliomys quercinus (Linnaeus, 1766)     | Vrtni puh                                             | Autochtone                   | Aire de répartition du Lérot commun | [ 38 ]              | Lérot commun   |
| Muscardin Muscardinus avellanarius (Linnaeus, 1758) | Puh orašar                                            | Autochtone                   | Aire de répartition du Muscardin    | [ 39 ]              | Muscardin      |

### Famille:Sciuridés
| Nom vulgaire, nom binominal et citation d'auteurs       | Nom vulgaire croate (langue officielle de la Croatie) | Origine et statut en Croatie | Aire de répartition                     | Statut UICN mondial | Image            |
| ------------------------------------------------------- | ----------------------------------------------------- | ---------------------------- | --------------------------------------- | ------------------- | ---------------- |
| Écureuil roux Sciurus vulgaris Linnaeus, 1758           | Crvena vjeverica                                      | Autochtone                   | Aire de répartition de l'Écureuil roux  | [ 40 ]              | Écureuil roux    |
| Souslik d'Europe Spermophilus citellus (Linnaeus, 1766) | Tekunica                                              | Autochtone (Disparu),        | Aire de répartition du Souslik d'Europe | [ 41 ]              | Souslik d'Europe |

## Ordre:Érinacéomorphes

### Famille:Érinacéidés
| Nom vulgaire, nom binominal et citation d'auteurs                | Nom vulgaire croate (langue officielle de la Croatie) | Origine et statut en Croatie | Aire de répartition                         | Statut UICN mondial | Image                |
| ---------------------------------------------------------------- | ----------------------------------------------------- | ---------------------------- | ------------------------------------------- | ------------------- | -------------------- |
| Hérisson commun Erinaceus europaeus Linnaeus, 1758               | Europski jež                                          | Autochtone                   | Aire de répartition du Hérisson commun      | [ 42 ]              | Hérisson commun      |
| Hérisson des Balkans Erinaceus roumanicus Barrett-Hamilton, 1900 | Sjeverni bjeloprsi jež                                | Autochtone                   | Aire de répartition du Hérisson des Balkans | [ 43 ]              | Hérisson des Balkans |

## Ordre:Soricomorphes

### Famille:Soricidés
| Nom vulgaire, nom binominal et citation d'auteurs         | Nom vulgaire croate (langue officielle de la Croatie) | Origine et statut en Croatie | Aire de répartition                             | Statut UICN mondial | Image                 |
| --------------------------------------------------------- | ----------------------------------------------------- | ---------------------------- | ----------------------------------------------- | ------------------- | --------------------- |
| Crocidure leucode Crocidura leucodon (Hermann, 1780)      | Dvobojna rovka                                        | Autochtone                   | Aire de répartition de la Crocidure leucode     | [ 44 ]              | Crocidure leucode     |
| Crocidure des jardins Crocidura suaveolens (Pallas, 1811) | Poljska rovka                                         | Autochtone                   | Aire de répartition de la Crocidure des jardins | [ 45 ]              | Crocidure des jardins |
| Pachyure étrusque Suncus etruscus (Savi, 1822)            | Sredozemna rovka                                      | Autochtone                   | Aire de répartition du Pachyure étrusque        | [ 46 ]              | Pachyure étrusque     |
| Crossope de Miller Neomys anomalus Cabrera, 1907          | Močvarna rovka                                        | Autochtone                   | Aire de répartition de la Crossope de Miller    | [ 47 ]              | Crossope de Miller    |
| Crossope aquatique Neomys fodiens (Pennant, 1771)         | Vodena rovka                                          | Autochtone                   | Aire de répartition de la Crossope aquatique    | [ 48 ]              | Crossope aquatique    |
| Musaraigne alpine Sorex alpinus Schinz, 1837              | — aucun —                                             | Autochtone                   | Aire de répartition de la Musaraigne alpine     | [ 49 ]              | Musaraigne alpine     |
| Musaraigne carrelet Sorex araneus Linnaeus, 1758          | Šumska rovka                                          | Autochtone                   | Aire de répartition de la Musaraigne carrelet   | [ 50 ]              | Musaraigne carrelet   |
| Musaraigne pygmée Sorex minutus Linnaeus, 1766            | Mala rovka                                            | Autochtone                   | Aire de répartition de la Musaraigne pygmée     | [ 51 ]              | Musaraigne pygmée     |

### Famille:Talpidés
| Nom vulgaire, nom binominal et citation d'auteurs | Nom vulgaire croate (langue officielle de la Croatie) | Origine et statut en Croatie | Aire de répartition                      | Statut UICN mondial | Image          |
| ------------------------------------------------- | ----------------------------------------------------- | ---------------------------- | ---------------------------------------- | ------------------- | -------------- |
| Taupe d'Europe Talpa europaea Linnaeus, 1758      | Europske krtice                                       | Autochtone                   | Aire de répartition de la Taupe d'Europe | [ 52 ]              | Taupe d'Europe |

## Ordre:Chiroptères

### Famille:Molossidés
| Nom vulgaire, nom binominal et citation d'auteurs       | Nom vulgaire croate (langue officielle de la Croatie) | Origine et statut en Croatie | Aire de répartition                       | Statut UICN mondial | Image              |
| ------------------------------------------------------- | ----------------------------------------------------- | ---------------------------- | ----------------------------------------- | ------------------- | ------------------ |
| Molosse de Cestoni Tadarida teniotis (Rafinesque, 1814) | — aucun —                                             | Autochtone                   | Aire de répartition du Molosse de Cestoni | [ 53 ]              | Molosse de Cestoni |

### Famille:Rhinolophidés
| Nom vulgaire, nom binominal et citation d'auteurs           | Nom vulgaire croate (langue officielle de la Croatie) | Origine et statut en Croatie | Aire de répartition                          | Statut UICN mondial | Image                 |
| ----------------------------------------------------------- | ----------------------------------------------------- | ---------------------------- | -------------------------------------------- | ------------------- | --------------------- |
| Rhinolophe de Blasius Rhinolophus blasii Peters, 1866       | Blazijev potkovnjak                                   | Autochtone                   | Aire de répartition du Rhinolophe de Blasius | [ 54 ]              | Rhinolophe de Blasius |
| Rhinolophe euryale Rhinolophus euryale Blasius, 1853        | Južni potkovnjak                                      | Autochtone                   | Aire de répartition du Rhinolophe euryale    | [ 55 ]              | Rhinolophe euryale    |
| Grand Rhinolophe Rhinolophus ferrumequinum (Schreber, 1774) | Veliki potkovnjak                                     | Autochtone                   | Aire de répartition du Grand Rhinolophe      | [ 56 ]              | Grand Rhinolophe      |
| Petit Rhinolophe Rhinolophus hipposideros (Bechstein, 1800) | Mali potkovnjak                                       | Autochtone                   | Aire de répartition du Petit Rhinolophe      | [ 57 ]              | Petit Rhinolophe      |
| Rhinolophe de Méhely Rhinolophus mehelyi Matschie, 1901     | Meheljev potkovnjak                                   | Autochtone (Disparu)         | Aire de répartition du Rhinolophe de Méhely  | [ 58 ]              | Rhinolophe de Méhely  |

### Famille:Minioptéridés
| Nom vulgaire, nom binominal et citation d'auteurs              | Nom vulgaire croate (langue officielle de la Croatie) | Origine et statut en Croatie | Aire de répartition                             | Statut UICN mondial | Image                    |
| -------------------------------------------------------------- | ----------------------------------------------------- | ---------------------------- | ----------------------------------------------- | ------------------- | ------------------------ |
| Minioptère de Schreibers Miniopterus schreibersii (Kuhl, 1817) | Dugokrili pršnjak                                     | Autochtone                   | Aire de répartition du Minioptère de Schreibers | [ 59 ]              | Minioptère de Schreibers |

### Famille:Vespertilionidés
| Nom vulgaire, nom binominal et citation d'auteurs                           | Nom vulgaire croate (langue officielle de la Croatie) | Origine et statut en Croatie | Aire de répartition                                | Statut UICN mondial | Image                       |
| --------------------------------------------------------------------------- | ----------------------------------------------------- | ---------------------------- | -------------------------------------------------- | ------------------- | --------------------------- |
| Murin d'Alcathoé Myotis alcathoe von Helversen & Heller, 2001               | — aucun —                                             | Autochtone                   | Aire de répartition du Murin d'Alcathoé            | [ 61 ]              | Murin d'Alcathoé            |
| Murin doré Myotis aurascens Kuzyakin, 1935                                  | — aucun —                                             | Autochtone                   | Aire de répartition du Murin doré                  | [ 62 ]              | Illustration manquante      |
| Murin de Bechstein Myotis bechsteinii (Kuhl, 1817)                          | Oštrouhi netopir                                      | Autochtone                   | Aire de répartition du Murin de Bechstein          | [ 63 ]              | Murin de Bechstein          |
| Petit Murin Myotis blythii (Tomes, 1857)                                    | Oštrouhi šišmiš                                       | Autochtone,                  | Aire de répartition du Petit Murin                 | [ 64 ]              | Petit Murin                 |
| Murin de Brandt Myotis brandtii (Eversmann, 1845)                           | — aucun —                                             | Autochtone                   | Aire de répartition du Murin de Brandt             | [ 65 ]              | Murin de Brandt             |
| Murin de Capaccini Myotis capaccinii (Bonaparte, 1837)                      | Dugonogi šišmiš                                       | Autochtone                   | Aire de répartition du Murin de Capaccini          | [ 66 ]              | Murin de Capaccini          |
| Murin des marais Myotis dasycneme (Boie, 1825)                              | — aucun —                                             | Autochtone                   | Aire de répartition du Murin des marais            | [ 68 ]              | Murin des marais            |
| Murin de Daubenton Myotis daubentonii (Kuhl, 1817)                          | — aucun —                                             | Autochtone                   | Aire de répartition du Murin de Daubenton          | [ 69 ]              | Murin de Daubenton          |
| Murin à oreilles échancrées Myotis emarginatus (É. Geoffroy, 1806)          | Riđi šišmiš                                           | Autochtone                   | Aire de répartition du Murin à oreilles échancrées | [ 70 ]              | Murin à oreilles échancrées |
| Grand Murin Myotis myotis (Borkhausen, 1797)                                | Oštrouhi šišmis                                       | Autochtone                   | Aire de répartition du Grand Murin                 | [ 71 ]              | Grand Murin                 |
| Murin à moustaches Myotis mystacinus (Kuhl, 1817)                           | Riječni šišmis                                        | Autochtone                   | Aire de répartition du Murin à moustaches          | [ 72 ]              | Murin à moustaches          |
| Murin de Natterer Myotis nattereri (Kuhl, 1817)                             | — aucun —                                             | Autochtone                   | Aire de répartition du Murin de Natterer           | [ 73 ]              | Murin de Natterer           |
| Sérotine de Nilsson Eptesicus nilssonii (Keyserling & Blasius, 1839)        | — aucun —                                             | Autochtone                   | Aire de répartition de la Sérotine de Nilsson      | [ 74 ]              | Sérotine de Nilsson         |
| Sérotine commune Eptesicus serotinus (Schreber, 1774)                       | Veliki šišmis                                         | Autochtone                   | Aire de répartition de la Sérotine commune         | [ 76 ]              | Sérotine commune            |
| Grande Noctule Nyctalus lasiopterus (Schreber, 1780)                        | — aucun —                                             | Autochtone                   | Aire de répartition de la Grande Noctule           | [ 77 ]              | Grande Noctule              |
| Noctule de Leisler Nyctalus leisleri (Kuhl, 1817)                           | — aucun —                                             | Autochtone                   | Aire de répartition de la Noctule de Leisler       | [ 78 ]              | Noctule de Leisler          |
| Noctule commune Nyctalus noctula (Schreber, 1774)                           | Veliki potkovnjak                                     | Autochtone                   | Aire de répartition de la Noctule commune          | [ 79 ]              | Noctule commune             |
| Pipistrelle de Kuhl Pipistrellus kuhlii (Kuhl, 1817)                        | — aucun —                                             | Autochtone                   | Aire de répartition de la Pipistrelle de Kuhl      | [ 80 ]              | Pipistrelle de Kuhl         |
| Pipistrelle de Nathusius Pipistrellus nathusii (Keyserling & Blasius, 1839) | Patuljasti šišmis                                     | Autochtone                   | Aire de répartition de la Pipistrelle de Nathusius | [ 81 ]              | Pipistrelle de Nathusius    |
| Pipistrelle commune Pipistrellus pipistrellus (Schreber, 1774)              | Patuljasti šišmiš                                     | Autochtone                   | Aire de répartition de la Pipistrelle commune      | [ 82 ]              | Pipistrelle commune         |
| Pipistrelle pygmée Pipistrellus pygmaeus (Leach, 1825)                      | — aucun —                                             | Autochtone                   | Aire de répartition de la Pipistrelle pygmée       | [ 83 ]              | Pipistrelle pygmée          |
| Barbastelle d'Europe Barbastella barbastellus (Schreber, 1774)              | — aucun —                                             | Autochtone                   | Aire de répartition de la Barbastelle d'Europe     | [ 84 ]              | Barbastelle d'Europe        |
| Oreillard roux Plecotus auritus (Linnaeus, 1758)                            | Rani večernjak                                        | Autochtone                   | Aire de répartition de l'Oreillard roux            | [ 85 ]              | Oreillard roux              |
| Oreillard gris Plecotus austriacus (J. Fischer, 1829)                       | — aucun —                                             | Autochtone                   | Aire de répartition de l'Oreillard gris            | [ 86 ]              | Oreillard gris              |
| Oreillard des Balkans Plecotus kolombatovici Dulic, 1980                    | Primorski dugouhi šišmiš                              | Autochtone                   | Illustration manquante                             | [ 87 ]              | Illustration manquante      |
| Oreillard montagnard Plecotus macrobullaris Kuzjakin, 1965                  | — aucun —                                             | Autochtone                   | Aire de répartition de l'Oreillard montagnard      | [ 88 ]              | Oreillard montagnard        |
| Vespère de Savi Hypsugo savii (Bonaparte, 1837)                             | — aucun —                                             | Autochtone                   | Aire de répartition de la Vespère de Savi          | [ 89 ]              | Vespère de Savi             |
| Sérotine bicolore Vespertilio murinus Linnaeus, 1758                        | — aucun —                                             | Autochtone                   | Aire de répartition de la Sérotine bicolore        | [ 90 ]              | Sérotine bicolore           |

## Ordre:Cétacés

### Famille:Balænoptéridés
| Nom vulgaire, nom binominal et citation d'auteurs     | Nom vulgaire croate (langue officielle de la Croatie) | Origine et statut en Croatie | Aire de répartition                   | Statut UICN mondial | Image          |
| ----------------------------------------------------- | ----------------------------------------------------- | ---------------------------- | ------------------------------------- | ------------------- | -------------- |
| Rorqual commun Balaenoptera physalus (Linnaeus, 1758) | Kit perajar                                           | Autochtone                   | Aire de répartition du Rorqual commun | [ 91 ]              | Rorqual commun |

### Famille:Delphinidés
| Nom vulgaire, nom binominal et citation d'auteurs         | Nom vulgaire croate (langue officielle de la Croatie) | Origine et statut en Croatie | Aire de répartition                          | Statut UICN mondial | Image                 |
| --------------------------------------------------------- | ----------------------------------------------------- | ---------------------------- | -------------------------------------------- | ------------------- | --------------------- |
| Dauphin commun Delphinus delphis Linnaeus, 1758           | Obični dupin                                          | Autochtone                   | Aire de répartition du Dauphin commun        | [ 92 ]              | Dauphin commun        |
| Globicéphale noir Globicephala melas (Traill, 1809)       | Bjelogrli dupin                                       | Peut-être autochtone         | Aire de répartition du Globicéphale noir     | [ 94 ]              | Globicéphale noir     |
| Dauphin de Risso Grampus griseus (G. Cuvier, 1812)        | Rissov dupin                                          | Autochtone                   | Aire de répartition du Dauphin de Risso      | [ 95 ]              | Dauphin de Risso      |
| Fausse Orque Pseudorca crassidens (Owen, 1846)            | Crni dupin                                            | Autochtone                   | Aire de répartition de la Fausse Orque       | [ 96 ]              | Fausse Orque          |
| Dauphin bleu et blanc Stenella coeruleoalba (Meyen, 1833) | Prugasti dupin                                        | Autochtone                   | Aire de répartition du Dauphin bleu et blanc | [ 97 ]              | Dauphin bleu et blanc |
| Sténo Steno bredanensis (G. Cuvier in Lesson, 1828)       | — aucun —                                             | Peut-être autochtone         | Aire de répartition du Sténo                 | [ 98 ]              | Sténo                 |
| Grand Dauphin commun Tursiops truncatus (Montagu, 1821)   | Dobri dupin                                           | Autochtone                   | Aire de répartition du Grand Dauphin commun  | [ 99 ]              | Grand Dauphin commun  |

### Famille:Physétéridés
| Nom vulgaire, nom binominal et citation d'auteurs    | Nom vulgaire croate (langue officielle de la Croatie) | Origine et statut en Croatie | Aire de répartition                   | Statut UICN mondial | Image          |
| ---------------------------------------------------- | ----------------------------------------------------- | ---------------------------- | ------------------------------------- | ------------------- | -------------- |
| Grand Cachalot Physeter macrocephalus Linnaeus, 1758 | Ulješura                                              | Autochtone                   | Aire de répartition du Grand Cachalot | [ 100 ]             | Grand Cachalot |

### Famille:Ziphiidés
| Nom vulgaire, nom binominal et citation d'auteurs           | Nom vulgaire croate (langue officielle de la Croatie) | Origine et statut en Croatie | Aire de répartition                               | Statut UICN mondial | Image                   |
| ----------------------------------------------------------- | ----------------------------------------------------- | ---------------------------- | ------------------------------------------------- | ------------------- | ----------------------- |
| Baleine à bec de Cuvier Ziphius cavirostris G. Cuvier, 1823 | Cuvierov kit                                          | Autochtone                   | Aire de répartition de la Baleine à bec de Cuvier | [ 101 ]             | Baleine à bec de Cuvier |

## Ordre:Artiodactyles

### Famille:Bovidés
| Nom vulgaire, nom binominal et citation d'auteurs | Nom vulgaire croate (langue officielle de la Croatie) | Origine et statut en Croatie        | Aire de répartition                          | Statut UICN mondial | Image                 |
| ------------------------------------------------- | ----------------------------------------------------- | ----------------------------------- | -------------------------------------------- | ------------------- | --------------------- |
| Taurin Bos taurus Linnaeus, 1758                  | Divlje govedo                                         | Autochtone (Peut-être réintroduit), | Aire de répartition du Taurin                | (NE)                |                       |
| Mouflon méditerranéen Ovis aries Linnaeus, 1758   | Europski muflon                                       | Allochtone (Introduit)              | Aire de répartition du Mouflon méditerranéen | [ 104 ]             | Mouflon méditerranéen |
| Chamois Rupicapra rupicapra (Linnaeus, 1758)      | Divokoza                                              | Autochtone                          | Aire de répartition du Chamois               | [ 105 ]             | Chamois               |

### Famille:Cervidés
| Nom vulgaire, nom binominal et citation d'auteurs       | Nom vulgaire croate (langue officielle de la Croatie) | Origine et statut en Croatie | Aire de répartition                       | Statut UICN mondial | Image              |
| ------------------------------------------------------- | ----------------------------------------------------- | ---------------------------- | ----------------------------------------- | ------------------- | ------------------ |
| Élan Alces alces (Linnaeus, 1758)                       | Los                                                   | Erratique,                   | Aire de répartition de l'Élan             | [ 106 ]             | Élan               |
| Chevreuil européen Capreolus capreolus (Linnaeus, 1758) | Srna                                                  | Autochtone                   | Aire de répartition du Chevreuil européen | [ 107 ]             | Chevreuil européen |
| Cerf axis Axis axis (Erxleben, 1777)                    | Jelen aksis                                           | Allochtone (Introduit)       | Aire de répartition du Cerf axis          | [ 108 ]             | Cerf axis          |
| Cerf élaphe Cervus elaphus Linnaeus, 1758               | Obični jelen                                          | Autochtone                   | Aire de répartition du Cerf élaphe        | [ 109 ]             | Cerf élaphe        |
| Daim européen Dama dama (Linnaeus, 1758)                | Jelen lopatar                                         | Peut-être autochtone         | Aire de répartition du Daim européen      | [ 110 ]             | Daim européen      |

### Famille:Suidés
| Nom vulgaire, nom binominal et citation d'auteurs | Nom vulgaire croate (langue officielle de la Croatie) | Origine et statut en Croatie | Aire de répartition                       | Statut UICN mondial | Image              |
| ------------------------------------------------- | ----------------------------------------------------- | ---------------------------- | ----------------------------------------- | ------------------- | ------------------ |
| Sanglier d'Eurasie Sus scrofa Linnaeus, 1758      | Divlja svinja                                         | Autochtone                   | Aire de répartition du Sanglier d'Eurasie | [ 111 ]             | Sanglier d'Eurasie |

## Ordre:Périssodactyles

### Famille:Équidés
| Nom vulgaire, nom binominal et citation d'auteurs | Nom vulgaire croate (langue officielle de la Croatie) | Origine et statut en Croatie | Aire de répartition           | Statut UICN mondial | Image  |
| ------------------------------------------------- | ----------------------------------------------------- | ---------------------------- | ----------------------------- | ------------------- | ------ |
| Cheval Equus caballus Linnaeus, 1758              | Konj                                                  | Allochtone (Introduit)       | Aire de répartition du Cheval | [ 113 ]             | Cheval |

## Ordre:Carnivores

### Famille:Canidés
| Nom vulgaire, nom binominal et citation d'auteurs    | Nom vulgaire croate (langue officielle de la Croatie) | Origine et statut en Croatie | Aire de répartition                   | Statut UICN mondial | Image          |
| ---------------------------------------------------- | ----------------------------------------------------- | ---------------------------- | ------------------------------------- | ------------------- | -------------- |
| Chacal doré Canis aureus Linnaeus, 1758              | Zlatni čagalj                                         | Allochtone, ou autochtone    | Aire de répartition du Chacal doré    | [ 116 ]             |                |
| Loup gris Canis lupus Linnaeus, 1758                 | Sivi vuk                                              | Autochtone                   | Aire de répartition du Loup gris      | [ 117 ]             | Loup gris      |
| Chien viverrin Nyctereutes procyonoides (Gray, 1834) | Kunopas                                               | Erratique                    | Aire de répartition du Chien viverrin | [ 119 ]             | Chien viverrin |
| Renard roux Vulpes vulpes (Linnaeus, 1758)           | Crvena lisica                                         | Autochtone                   | Aire de répartition du Renard roux    | [ 120 ]             | Renard roux    |

### Famille:Ursidés
| Nom vulgaire, nom binominal et citation d'auteurs | Nom vulgaire croate (langue officielle de la Croatie) | Origine et statut en Croatie | Aire de répartition                | Statut UICN mondial | Image     |
| ------------------------------------------------- | ----------------------------------------------------- | ---------------------------- | ---------------------------------- | ------------------- | --------- |
| Ours brun Ursus arctos Linnaeus, 1758             | Smeđi medvjed                                         | Autochtone                   | Aire de répartition de l'Ours brun | [ 121 ]             | Ours brun |

### Famille:Mustélidés
| Nom vulgaire, nom binominal et citation d'auteurs | Nom vulgaire croate (langue officielle de la Croatie) | Origine et statut en Croatie | Aire de répartition                        | Statut UICN mondial | Image             |
| ------------------------------------------------- | ----------------------------------------------------- | ---------------------------- | ------------------------------------------ | ------------------- | ----------------- |
| Loutre d'Europe Lutra lutra (Linnaeus, 1758)      | Europska vidra                                        | Autochtone                   | Aire de répartition de la Loutre d'Europe  | [ 122 ]             | Loutre d'Europe   |
| Fouine Martes foina (Erxleben, 1777)              | Kuna bjelica                                          | Autochtone                   | Aire de répartition de la Fouine           | [ 123 ]             | Fouine            |
| Martre des pins Martes martes (Linnaeus, 1758)    | Kuna zlatica                                          | Autochtone                   | Aire de répartition de la Martre des pins  | [ 124 ]             | Martre des pins   |
| Blaireau européen Meles meles (Linnaeus, 1758)    | Euroazijski jazavac                                   | Autochtone                   | Aire de répartition du Blaireau européen   | [ 125 ]             | Blaireau européen |
| Hermine Mustela erminea Linnaeus, 1758            | Hermelin                                              | Autochtone                   | Aire de répartition de l'Hermine           | [ 126 ]             | Hermine           |
| Vison d'Europe Mustela lutreola (Linnaeus, 1761)  | Europska vidrica                                      | Autochtone (Disparu)         | Aire de répartition du Vison d'Europe      | [ 127 ]             | Vison d'Europe    |
| Belette d'Europe Mustela nivalis Linnaeus, 1766   | Lasica                                                | Autochtone                   | Aire de répartition de la Belette d'Europe | [ 128 ]             | Belette d'Europe  |
| Putois d'Europe Mustela putorius Linnaeus, 1758   | Tvor                                                  | Autochtone                   | Aire de répartition du Putois d'Europe     | [ 129 ]             | Putois d'Europe   |

### Famille:Procyonidés
| Nom vulgaire, nom binominal et citation d'auteurs | Nom vulgaire croate (langue officielle de la Croatie) | Origine et statut en Croatie | Aire de répartition                 | Statut UICN mondial | Image        |
| ------------------------------------------------- | ----------------------------------------------------- | ---------------------------- | ----------------------------------- | ------------------- | ------------ |
| Raton laveur Procyon lotor (Linnaeus, 1758)       | Američki rakun                                        | Erratique                    | Aire de répartition du Raton laveur | [ 131 ]             | Raton laveur |

### Famille:Phocidés
| Nom vulgaire, nom binominal et citation d'auteurs              | Nom vulgaire croate (langue officielle de la Croatie) | Origine et statut en Croatie          | Aire de répartition                                 | Statut UICN mondial | Image                        |
| -------------------------------------------------------------- | ----------------------------------------------------- | ------------------------------------- | --------------------------------------------------- | ------------------- | ---------------------------- |
| Phoque moine de Méditerranée Monachus monachus (Hermann, 1779) | Sredozemna medvjedica                                 | Autochtone (Disparu, puis erratique), | Aire de répartition du Phoque moine de Méditerranée | [ 133 ]             | Phoque moine de Méditerranée |

### Famille:Félidés
| Nom vulgaire, nom binominal et citation d'auteurs | Nom vulgaire croate (langue officielle de la Croatie) | Origine et statut en Croatie | Aire de répartition                 | Statut UICN mondial | Image        |
| ------------------------------------------------- | ----------------------------------------------------- | ---------------------------- | ----------------------------------- | ------------------- | ------------ |
| Chat sauvage Felis silvestris Schreber, 1777      | Divlja mačka                                          | Autochtone                   | Aire de répartition du Chat sauvage | [ 134 ]             | Chat sauvage |
| Lynx boréal Lynx lynx (Linnaeus, 1758)            | Obični ris                                            | Autochtone (Recolonisateur), | Aire de répartition du Lynx boréal  | [ 136 ]             | Lynx boréal  |

### Famille:Herpestidés
| Nom vulgaire, nom binominal et citation d'auteurs                 | Nom vulgaire croate (langue officielle de la Croatie) | Origine et statut en Croatie | Aire de répartition                                 | Statut UICN mondial | Image                     |
| ----------------------------------------------------------------- | ----------------------------------------------------- | ---------------------------- | --------------------------------------------------- | ------------------- | ------------------------- |
| Petite Mangouste indienne Herpestes auropunctatus (Hodgson, 1836) | Indijski mali mungos                                  | Allochtone (Introduit)       | Aire de répartition de la Petite Mangouste indienne | [ 137 ]             | Petite Mangouste indienne |